# Piazza Pontida
Piazza Pontida  è la piazza di Bergamo posta sulla parte bassa della città, delineava anticamente il confine tra l'urbano con i borghi di San Leonardo e Sant'Alessandro, e la strada che collegava con il monastero di Pontida.

## Storia e descrizione
La piazza è il più antico punto commerciale di Bergamo e portava il nome di piazza della Legna, sulla piazza ogni mattina arrivavano i contadini che abitavano fuori dalla città a vendere i propri prodotti: erbaggio e frutta. Abitazioni con portici del XV secolo sono posti su tre lati. Il grande palazzo porticato prosegue poi su largo Nicolò Rezzara.
Durante l'occupazione napoleonica, quando i cittadini si ribellarono ai veneziani, venne posto al centro della piazza il Palo della Libertà.
Sul balcone di Casa Engel che si affaccia sulla piazza, Giuseppe Mazzini convinse la popolazione cittadina a insorgere a metà Ottocento contro la dominazione austriaca. Come riporta l'epigrafe posta sul monumento a lui dedicato: «Su questa piazza il 3 agosto 1848 Giuseppe Mazzini, milite e alfiere della legione Garibaldi per la salvezza della Patria, il popolo a nuovi eroismi incitava». Mazzini spronava i cittadini di Bergamo perché andassero a sostegno di Milano non solo con il discorso ma distribuendo ai giovani un anello di ferro con teschio. Voleva essere il simbolo della resistenza. Ma la città il 13 agosto fu conquistata dagli austriaci.
Sulla piazza vi sono due fontane. Opera di Gianni Remuzzi e Luigi Angelini la prima, del 1933 e raffigurante il poeta bergamasco Pietro Ruggeri da Stabello, mentre la seconda è opera più recente e sostituisce quella cinquecentesca detta la Fiascona che era presente se documentata fino al 1833 poi andata perduta.
La piazza aveva sotto i portici attività commerciali, oltre al commercio di ortaggi e frutta, dai nomi più fantasiosi: i Tre gobbi,  Osteria del Moro, Caffè degli amici, Albergo del ponte di legno, l'Osteria del Bacco e altre ancora. Nel 1924 divenne sede di incontri di personaggi che fondarono il Ducato di piazza Pontida che accoglie i poeti, scrittori e artisti cittadini che mantengono viva la cultura e le tradizioni della città orobica e che organizzano vari eventi culturali e folcloristici.